# Czekalin
Czekalin (ros Чекалин) - miasto (od 1776) w europejskiej części Rosji, w obwodzie tulskim. Znane od 1565 jako Lichwin. Obecnie miasto jest znane jako najmniejsze w Rosji.